# Фильфла
Фильфла (мальт. Filfla) — остров Мальты, расположен в 5 км к югу от главного острова архипелага. Административно входит в муниципалитет Зуррик.

## География

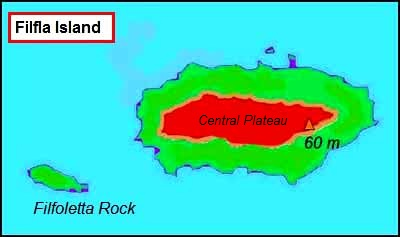
Карта острова Фильфла

Фильфла — бесплодный необитаемый остров площадью около 6 га, состоит из 60-метровой известняковой скалы с плоской вершиной. Рядом находится маленький островок Фильфолетта.
Напротив острова находятся: гавань Вид-из-Зуррик (Вид-из-Зуррик) и Голубой грот.

## Фауна
С 1980 года остров стал охраняемой территорией для сохранения птичьих популяций прямохвостой качурки, средиземноморского буревестника и средиземноморской чайки. В 1988 году остров и море вокруг него вошли в образованный заповедник. Рыболовство в морской миле вокруг острова запрещено.
Кроме птиц, на острове обитает два эндемичных подвида — ящерицы (Podarcis filfolensis ssp. filfolensis) и улитки[какие?].

## Флора
Из растений в основном произрастает дикий лук рамп (Allium tricoccum), достигающий высоты двух метров.

## История
Известно, что в пещере на острове в 1343 году была построена часовня. В 1856 году землетрясением она была разрушена, а часть острова погрузилась в Средиземное море.

## Галерея

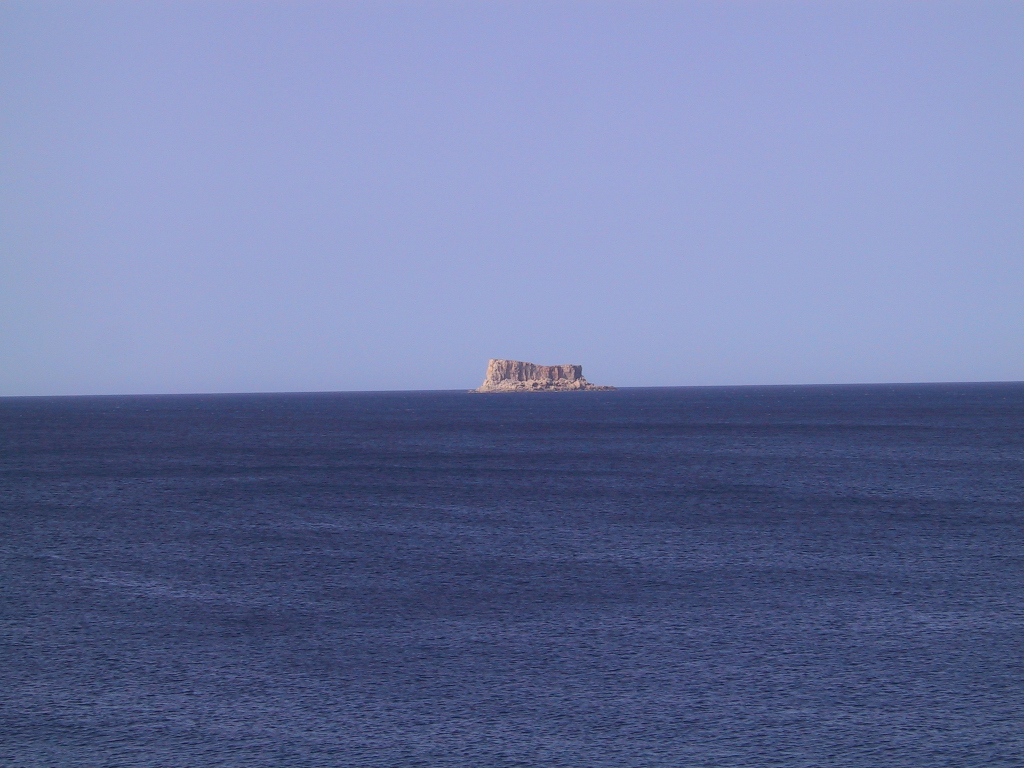
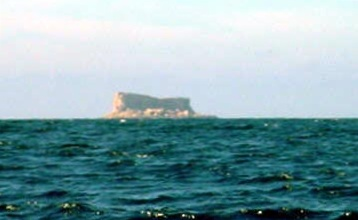
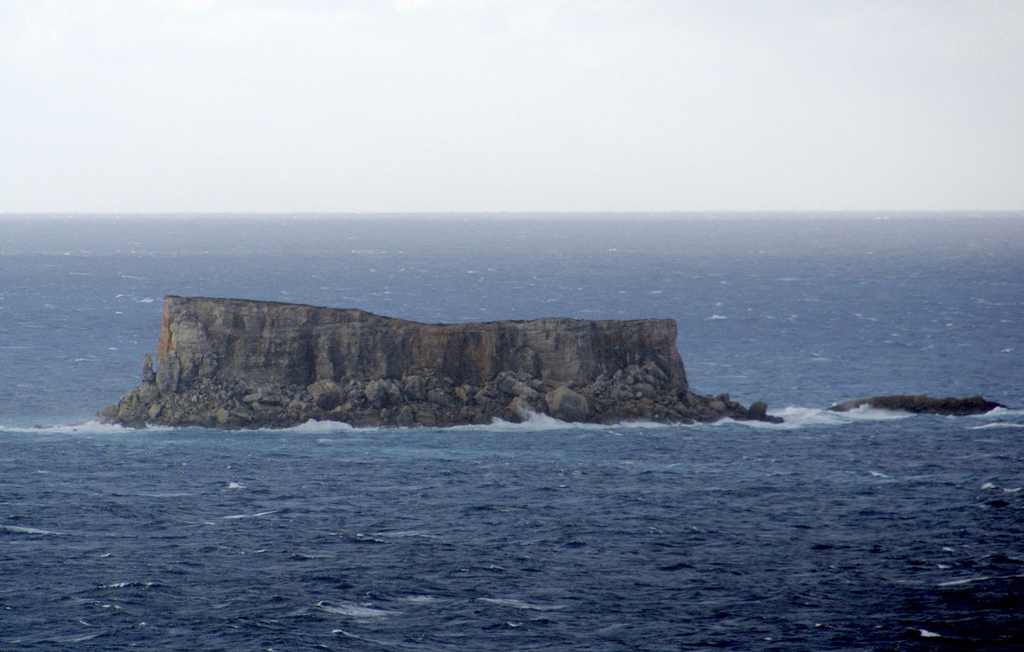
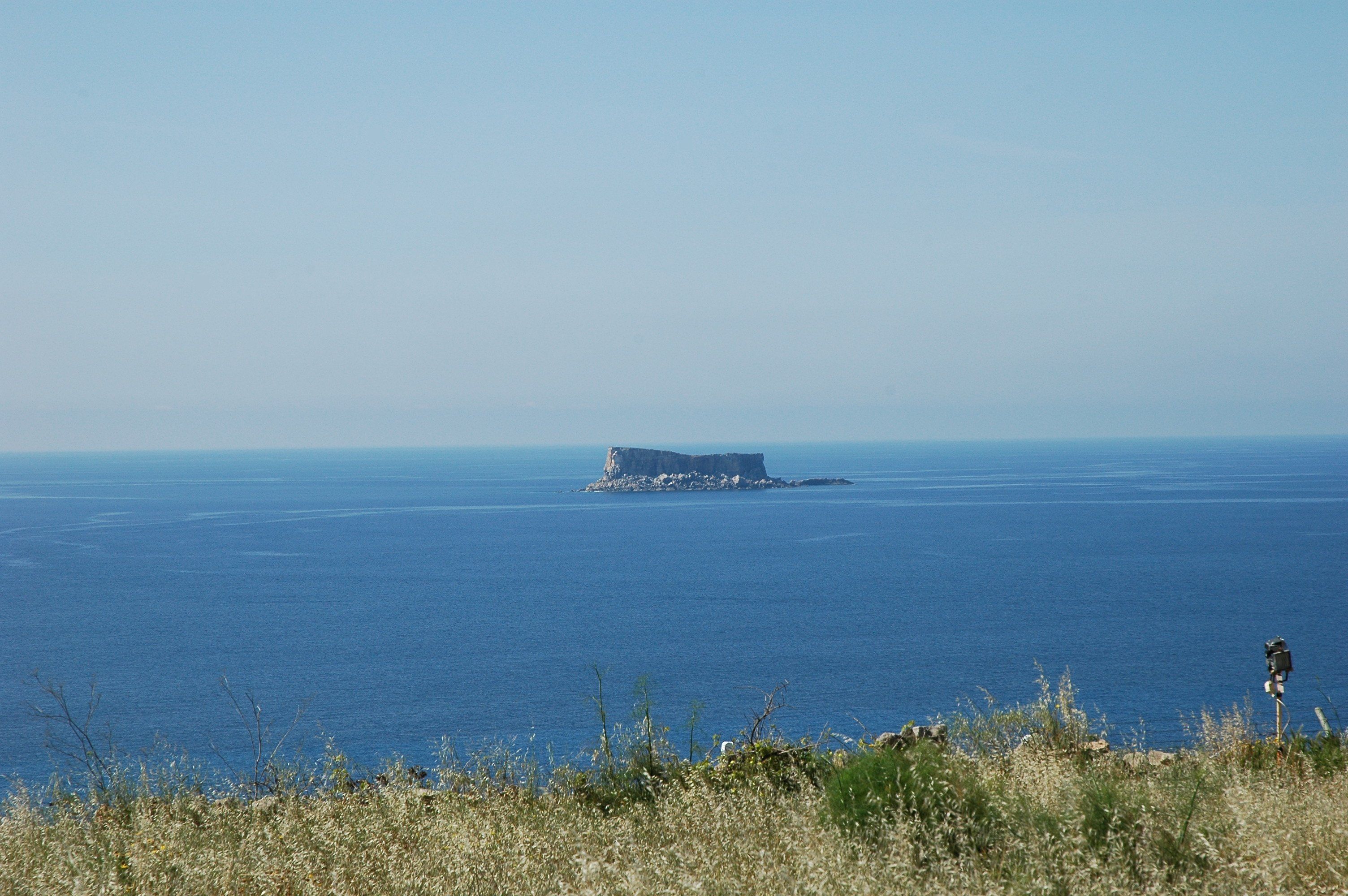